# William Trost Richards

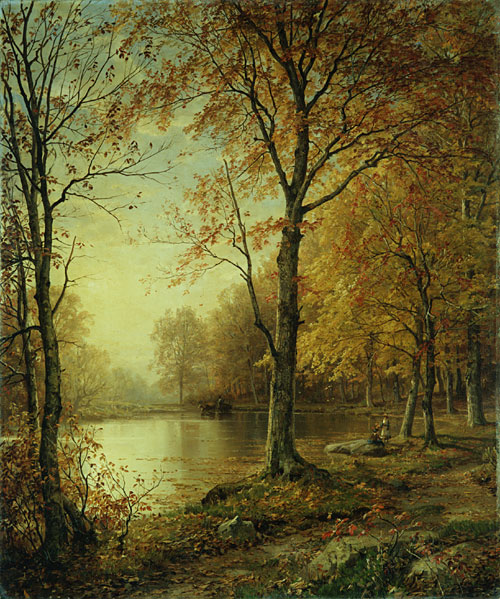
The Indian Summer, 1875

William Trost Richards (ur. 14 listopada 1833 w Filadelfii, zm. 8 listopada 1905 w Newport) – amerykański malarz pejzażysta związany z Hudson River School i amerykańskimi prerafaelitami.

## Życiorys
Urodził się w Filadelfii, początkowo pracował jako projektant i ilustrator wyrobów metaloplastycznych. Krótko studiował malarstwo i rysunek u niemieckiego artysty Paula Webera (1823-1916), prawdopodobnie miał też kilka lekcji na Pennsylvania Academy of the Fine Arts. W latach 1855–1856 przebywał w Europie m.in. w Düsseldorfie, gdzie poznał tamtejszą szkołę krajobrazu. Pierwszą większą wystawę miał w New Bedford w 1858, zorganizował ją Albert Bierstadt. Wystawiał w National Academy of Design w latach 1861–1899 i w Brooklyn Art Association od 1863 do 1885. W 1871 został pełnoprawnym członkiem National Academy. Był żonaty z poetką Anną Matlack, z którą miał ośmioro dzieci. Mieszkał w Germantown w Pensylwanii, później przeniósł się do Newport w Rhode Island. Kilkakrotnie wyjeżdżał do Europy w celu poznania nowych trendów w malarstwie. Zmarł w Newport w 1905.

## Twórczość
Richards tworzył niemal wyłącznie pejzaże posługując się techniką olejną i akwarelą. Początkowo malował Góry Białe w New Hampshire. Jego prace odznaczały się odejściem od romantycznej stylizacji typowej dla malarzy Hudson River School, na rzecz topograficznej dokładności w przedstawianiu szczegółów. W miarę upływu lat artysta zaczął zajmować się tematyką morską, rezygnując z malarstwa olejnego na rzecz akwareli. Jego prace eksponowane są w wielu galeriach amerykańskich m.in. w National Gallery, Metropolitan Museum of Art, Wadsworth Atheneum, Philadelphia Museum of Art, Yale University Art Gallery i Brooklyn Museum of Art.